# منافسة نادال وموراي

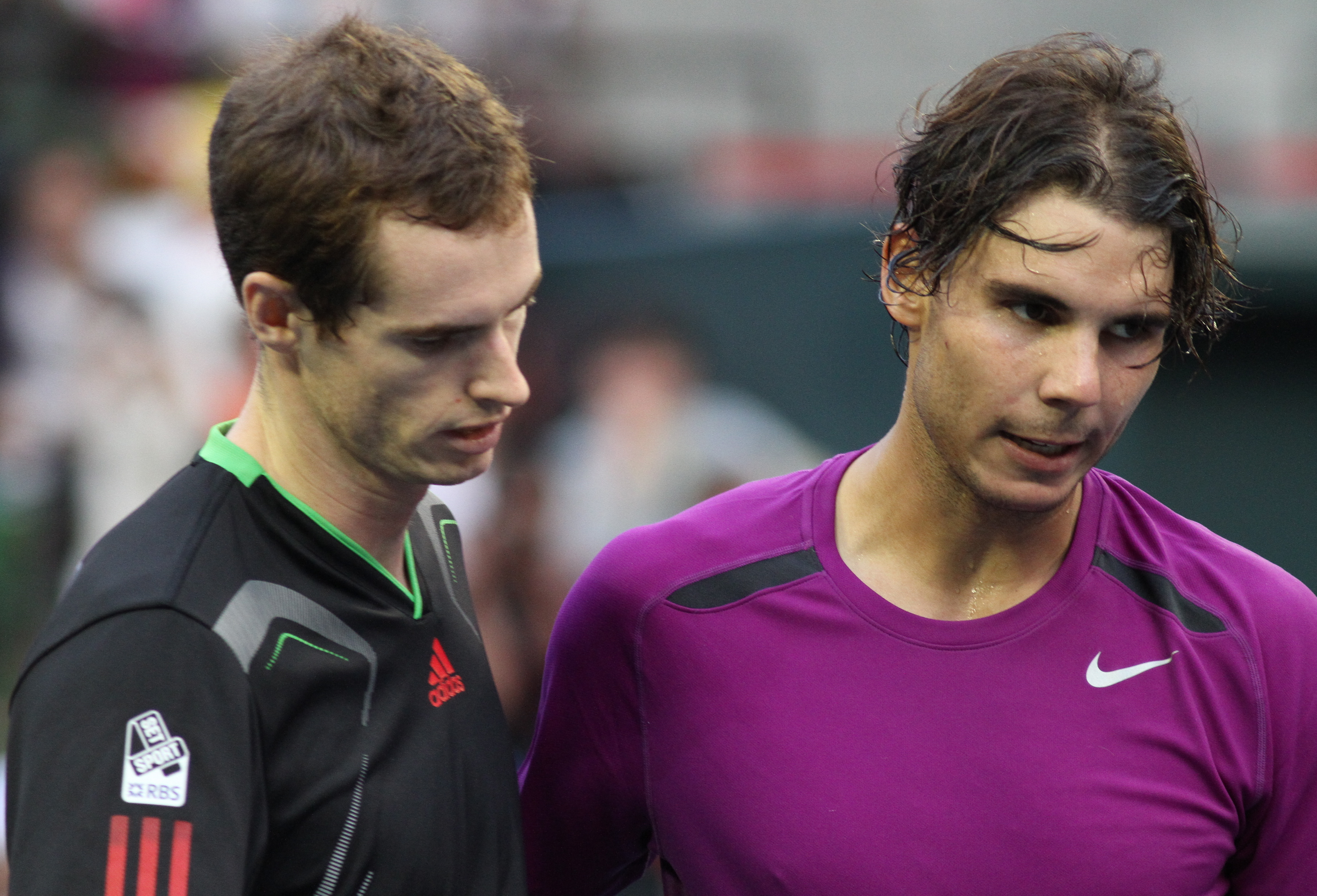
رافاييل وأندي في طوكيو 2011

منافسة نادال وموراي هي منافسة بين لاعبي كرة مضرب محترفين، هما الإسباني رافاييل نادال والبريطاني أندي موراي.
التقى نادال وموراي في 18 مواجهة بدأت في عام 2007, حيث يقود نادال سجل المواجهات بـ 13-5. على الملاعب الرملية يتفوق نادال بـ 4-0, وعلى العشب يتفوق أيضاً بـ 3-0, وعلى الملاعب الصلبة التفوق أيضاً لصالح نادال بـ 6-5 (5-3 في الهواء الطلق، ولكن موراي يتفوق 2-1 على الملاعب الصلبة المغلقة). التقى اللاعبان في بطولات الجراند سلام 8 مرات من أصل مواجهاتهما الثمانية عشر، حيث يتفوق نادال بـ 6-2 (3-0 في بطولة ويمبلدون، 1-0 في بطولة فرنسا المفتوحة، 1-1 في بطولة أستراليا المفتوحة, و 1 -1 في بطولة أمريكا المفتوحة). وكانت سبعة من هذه المباريات الثمانية قد لُعبت على مستوى دورَي ربع النهائي ونصف النهائي، مما يجعل هذا التنافس جزء هام من كل من مسيرة الرجلين. الجدير بالذكر أن اللاعبان لم يلتقيا في أي نهائي جراند سلام حتى الآن، ومع ذلك يتفوق موراي في المباريات النهائية لبطولات رابطة المحترفين 2-1 عندما فاز على نادال في بطولة روتردام للتنس, وطوكيو عام 2011, أما فوز نادال فقد كان في عام 2009 في نهائي إنديان ويلز للماسترز.
خسر موراي في الدور نصف النهائي ثلاث مرات في الجراند سلام على التوالي أمام نادال في عام 2011 في بطولات رولان غاروس, وويمبلدون, وأمريكا المفتوحة 2011. للمفارقة ففي كل قرعة تم سحبها في بطولات الجراند سلام فلقد وقع نادال وموراي في النصف ذاته 16 مرة. اللاعبان لم يلتقيا منذ عام 2012 عندما كان من المقرر أن يتواجها في نصف نهائي بطولة ميامي قبل أن ينسحب نادال للإصابة في الركبة.